# Celosia anthelminthica
Celosia anthelminthica är en amarantväxtart som beskrevs av Paul Friedrich August Ascherson. Celosia anthelminthica ingår i släktet celosior, och familjen amarantväxter. Inga underarter finns listade i Catalogue of Life.